# Медаль «За зміцнення бойової співдружності» (Міноборони РФ)
Меда́ль «За змі́цнення бойово́ї співдру́жності» — медаль, державна нагорода РФ. Введена указом міністра оборони РФ наказом № 123 від 27 березня 1995 року. Статут та зовнішній вигляд медалі змінювалися наказами міністра оборони Російської Федерації: № 85 від 5 березня 2009 року та № 777 від 14 грудня 2017 року.

## Опис
Медаль має форму кола діаметром 32 мм з опуклим бортиком з обох боків, виготовлена з металу золотистого кольору.
На лицьовому боці медалі — рельєфне зображення картушного щита з написом у чотири рядки: «ЗА ЗМІЦНЕННЯ БОЙОВОЇ СПІВДРУЖНОСТІ» (рос. ЗА УКРЕПЛЕНИЕ БОЕВОГО СОДРУЖЕСТВА) на діагонально перехрещених мечах, обрамленого знизу частині дубовими гілками.
На зворотному боці медалі — рельєфне однокольорове зображення емблеми Міністерства оборони РФ, по колу — рельєфний напис: у верхній частині — «МІНІСТЕРСТВО ОБОРОНИ» (рос. МИНИСТЕРСТВО ОБОРОНЫ), у нижній — «РОСІЙСЬКОЇ ФЕДЕРАЦІЇ» (рос. РОССИЙСКОЙ ФЕДЕРАЦИИ).
Медаль за допомогою вушка та кільця з'єднується з п'ятикутною колодкою, обтягнутою шовковою стрічкою муарової ширини 24 мм. З правого краю стрічки помаранчева смуга шириною 8 мм облямована двома чорними смугами шириною 2 мм, з лівого — червона смуга шириною 4 мм облямована по краях зеленими та блакитними смугами шириною 2 мм кожна.

## Нагородження медаллю
Медаллю «За зміцнення бойової співдружності» нагороджуються військовослужбовці та особи цивільного персоналу Збройних Сил Російської Федерації за заслуги у формуванні та реалізації державної політики у галузі міжнародного військового співробітництва та військово-технічного співробітництва Російської Федерації з іноземними державами та міжнародними організаціями, а також інші громадяни Російської Федерації та іноземні громадяни, які сприяють у вирішенні завдань, покладених на Збройні Сили Російської Федерації.